# 基本醫療保險福利
基本醫療保險福利（英語：Essential health benefits，EHBs）是在2010年通過的《患者保護與平價醫療法案》（PPACA，或稱 ACA）所規定的一組包含10項的保險福利，在美國個人自行購買的醫療保險以及小型雇主團體保險的保單裡面都必須包含這些福利（无论是否在醫療保險市集之内或之外購買）。大型團體醫療保險計劃、還有根據1974年僱員退休所得安全法（ERISA）設立的自籌資金醫療保險計畫、以及經由ERISA管理的多重僱主福利措施（這些均不受美國各州保險法約束），則不受EHBs的要求限制。:3

## 定義
PPACA 在法案的第1302（b）（1）節中訂下10種基本醫療保險福利，並將它們列入美國法典第42條  §18022（b）之中：
1. 門診護理
2. 緊急醫療服務
3. 入院治療
4. 婦產和新生兒護理
5. 心理健康和藥物濫用服務，包括行為健康治療
6. 處方藥
7. 復健醫學以及器械
8. 醫學檢驗
9. 預防醫學，保健服務，和慢性病管理
10. 小兒科服務，包括口腔和視力保健

所有受到規範的醫療保險計劃都必須包含這些福利，必須對受保人的自付費用設立上限，並且不得設有年度和終生的覆蓋金額上限。

## 法案詮釋
ECBs是聯邦對於保險福利要求的最低標準，"各州可在它們的醫療保險交易所出售的合格保險計劃之內，同時加入州自己規定的福利。" :3 這個法案賦予美國衛生及公共服務部（DHHS）部長"相當大的衡量權"，在發布法規時，確定哪些特定服務是必不可少。但是，法案有為部長設定某些必須考慮到的參數。部長（1）必須"確保這些 EHBs在各個類別之間維持適當的平衡，避免福利偏頗到任何類別"； （2）不得"因為個人的年齡，殘疾，或預期壽命，而在做覆蓋的決定時，在確定報銷比例、制定獎勵計劃、或設計福利等，存有歧視的情況"；（3）必須把"人口內不同的區塊，包括婦女、兒童、殘疾人士、和其他群體的醫療衛生需求，都列入考慮"；（4）必須確保"基本福利"不會因為個人的年齡、或預期壽命、或個人目前或預期的殘疾、醫療依賴程度、或生活品質，而違背他們的意願，予以拒保。" : 3–4
根據聯邦基金會在2011年的報告：
目前來看，預定在2014年和2015年實施的聯邦法規並未建立單一，全國一致的醫療服務辦法。取而代之的是DHHS賦予各州衡量權，讓它們自行決定特定重要的基本福利。這種做法受到許多州政府官員的歡迎，他們善用這個機會來調整福利標準，以反映各州認定的優先順序，而保險公司在福利設計方面則獲得更多的控制權。而代表消費者和醫療機構的團體則不甚支持這種做法，它們因為各州在解釋規則的靈活程度，會破壞法案達成一致性，及破壞有意義的覆蓋承諾，因而表達關切。

## 法案歷史
2010年的《PPACA》是第一部要求覆蓋基本醫療保險福利的法案，這是醫療衛生改革立法過程中的重要法案。PPACA中的 EHBs條款是對《公共衛生服務法》所做的修正。加利福尼亞大學洛杉磯分校健康政策研究中心醫療保險研究總監拉瓦雷達（Shana Alex Lavarreda）解釋說，在PPACA通過之前，美國健醫療保險業曾經歷"一場競相沉淪的做法，保險公司為求降低保費，而把保險福利削減。" EHBs則是"設下醫療保險的標準。任何低於標準的都不算是真正的醫療保險。"  EHBs的要求於2014年1月1日法案實施之日生效。
共和黨提出的《2017年美國保健法案》版本，企圖修訂和廢除EHBs的覆蓋。 由眾議院保守共和黨議員組成的自由核心聯盟成員在與眾議院議長保羅·萊恩（共和黨籍）進行立法討論的時候，他們遊說，希望把EHBs刪除，作為通過2017年美國保健法案的條件。。這個修改法案雖然在2017年5月4日在眾議院通過，但是參議院提出自己的PPACA修改案版本，最終，參議院提出的幾個版本都沒通過。（請參考2017年美國保健法案的英文版，#Passage in House，以及#Senate bills兩個部分 ）。

## 與最低基本保險覆蓋的比較
基本醫療保險福利不應與“最低基本保險覆蓋”（minimum essential coverage，MEC）混淆。MEC是個人為達到醫療保險要求，而必須擁有的最低保險要求（醫療保險強制條款，與PPACA中的個人強制納保條款不盡相同），而EHBs是合格的醫療保險計劃（qualified health plans，QHP）必須提供的整套福利。 MEC是一個低門檻；但是，許多並未提供基本醫療保險福利的保險都被認為是最低基本保險覆蓋。

## 外部連結
- Essential Health Benefits（页面存档备份，存于） from HealthCare.gov
- Information on Essential Health Benefits (EHB) Benchmark Plans（页面存档备份，存于） from the Consumer Information and Insurance Oversight of the Centers for Medicare and Medicaid Services

Template:PPACA